# 槽茎凤仙花
槽茎凤仙花（学名：Impatiens sulcata）是凤仙花科凤仙花属的植物。分布于锡金、不丹、尼泊尔、印度以及中国大陆的西藏等地，生长于海拔3,000米至4,000米的地区，多生长在冷杉林下、水沟边和潮湿处，目前尚未由人工引种栽培。